# 嫦娥計画
嫦娥計画（じょうがけいかく、こうがけいかく、中国語: 嫦娥工程、英語: Chang'e program）は、中華人民共和国が国家的プロジェクトとして推進している月探査計画。将来的には有人による長期滞在を目指す。嫦娥とは、中国で月にちなむ女神のことである。2003年3月1日に正式に開始された。大きく「探査計画」、「着陸計画」、「滞在計画」に分かれる。総指揮者、および総設計者は葉培建。

## 計画

### 探査計画

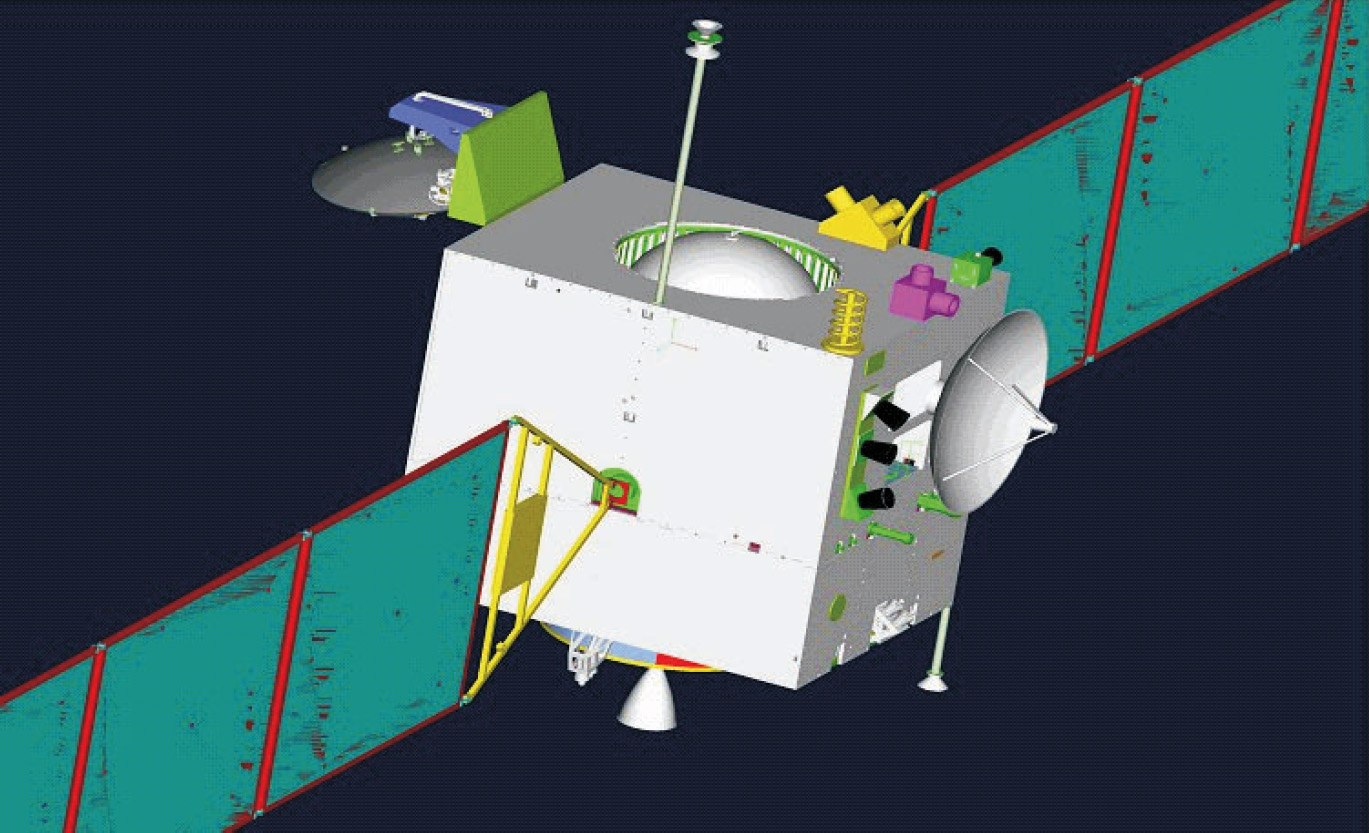
嫦娥1号

「探査計画」は軌道周回、着陸、サンプルリターンという3段階の計画で、探査機は段階的に月に送り込まれる。すべて無人で行われる。計画には20年を要する。
軌道周回（嫦娥1号、嫦娥2号）
月面探査機の開発と打ち上げを行い、月面全体を対象とした3次元映像を作成する。
月面の有用な元素の量、及び物質の分布の調査。月の土壌の特性の調査。月の環境の調査。
着陸（嫦娥3号、嫦娥4号）
月面への着陸、月面探査車（ローバー）による探査を行う。
サンプルリターン（帰還）（嫦娥5号、嫦娥6号）
採取した月面のサンプルを小型の帰還モジュールを使用して地球に持ち帰る。
中国は地球周回軌道以遠から高速でカプセルを突入・回収した経験がなかったため、嫦娥5号ミッションに備えて試験機嫦娥5号T1を月周回させた後、10.9km/sの速度で地球大気圏に突入させる試験を2014年10月に実施した。2020年11月に「嫦娥5号」が打ち上げられ、12月17日に中国初のサンプルリターンに成功した。
6号は2024年5月に打ち上げられ、世界初の月の裏側からのサンプルリターンに成功した。

### 着陸計画
宇宙飛行士を月面に送り、各種実験を行う。滞在計画のための準備を行う。

### 滞在計画
月面基地の建設。宇宙飛行士の長期間の滞在。

## ミッションスケジュール
- 2007年10月24日: 「嫦娥1号」が打ち上げ成功。
- 2009年3月1日: 「嫦娥1号」が観測を終了。機体は月面の豊かの海に制御衝突した。
- 2010年10月1日: 「嫦娥2号」が打ち上げ成功[4]。
- 2011年6月9日: 「嫦娥2号」が月での観測を終え、月周回軌道を離脱。その後は小惑星トータティスのフライバイ観測を実施。
- 2013年12月2日: 「嫦娥3号」が打ち上げ成功[5]。
- 2013年12月14日: 「嫦娥3号」が世界で3か国目となる月面着陸を果たした。重さ約140kgの無人探査車「玉兎号」により、約3カ月かけて地形や地質構造、資源の分布などを調べる。探査機、探査車とも、その後も月にとどまり、地球には戻らない。
- 2014年10月24日: 「嫦娥5号」の試験機「嫦娥5号T1」が打ち上げ成功。月の裏側を経由して地球に帰還する自由帰還軌道（英語版）に入る[6]。
- 2014年11月1日: 「嫦娥5号T1」が大気圏再突入を実施、内モンゴルへの着陸に成功[7]。
- 2018年12月：月の裏側を撮影することを目的に、「嫦娥4号」が打ち上げられ、2019年1月3日に軟着陸[8]。
- 2020年11月：「嫦娥5号」が打ち上げられ、12月17日に中国初のサンプルリターンに成功した[9]。